# 550 до н. е.

## Події
- Кір II Великий захопив мідійську столицю Екбатану і оголосив себе царем як Персії, так і Мідії, прийнявши при цьому офіційний титул мідійських царів.
- В результаті змови царя Кирени Леарха було вбито, новим царем стає Батт III.
- Союз Спарти з Тегеєю.

## Народились
- Дарій І Великий (†486 до н. е.) — цар Персії.